# Czeczeński Obwód Autonomiczny
Czeczeński Obwód Autonomiczny, Czeczeński OA (ros. Чеченская автономная область, czecz. Нохчийн автономин область) – obwód autonomiczny w Związku Radzieckim, istniejący w latach 1923–1934, wchodzący w skład Rosyjskiej FSRR.
Czeczeński OA został utworzony 17 stycznia 1923 r. w ramach Górskiej ASRR, wchodzącej w skład Rosyjskiej FSRR. Tworzenie autonomicznych jednostek terytorialnych dla mniejszości narodowych było częścią polityki tzw. korienizacji, tj. przyznawania autonomii mniejszościom narodowym zamieszkującym obszary dawnego imperium, poprzednio dyskryminowanym i rusyfikowanym przez carat. Po likwidacji Górskiej ASRR (7 lipca 1924 r.) obwód wszedł bezpośrednio w skład Rosyjskiej FSRR.
Czeczeński OA istniał do 15 stycznia 1934 r., kiedy to został połączony z Inguskim OA w Czeczeńsko-Inguski Obwód Autonomiczny, który z kolei w 1936 r. przekształcony został w Czeczeńsko-Inguską Autonomiczną Socjalistyczną Republikę Radziecką.
 Informacje nt. położenia, gospodarki, historii, ludności itd. Czeczeńskiego Obwodu Autonomicznego znajdują się w: artykule poświęconym Republice Czeczenii, jak obecnie nazywa się rosyjska jednostka polityczno-administracyjna, będąca prawną kontynuacją Obwodu.